# 新场镇 (贵阳市)
新场镇，是中华人民共和国贵州省貴陽市乌当区下辖的一个乡镇级行政单位。
2013年4月25日，贵州省人民政府批复同意撤销新场乡，设置新场镇，镇人民政府驻新场村。

## 行政区划
新场镇下辖以下地区：
新场大坝社区、保寨村、新场村、王坝村、大岗村、达古村、大坝村、尖坡村、大桥村、谷溪村、尧上村、永丰村、杨梅村和可龙村。